# Pass Out of Existence
Pass Out Of Existence è il primo album del gruppo metalcore/groove metal Chimaira pubblicato nel 2001 dalla Roadrunner Records, capace di vendere circa 63 000 copie negli Stati Uniti.
Dall'album, che, a differenza delle pubblicazioni seguenti, è più orientato verso un nu metal molto in voga in quegli anni, sono stati estratti i singoli "SP Lit" e "Let Go".

## Tracce
1. Let Go - 3:52
2. Dead Inside - 3:46
3. Severed - 3:17
4. Lumps - 3:54
5. Pass Out Of Existence - 3:24
6. Abeo - 1:45
7. Sp Lit - 3:12
8. Painting The White To Grey - 4:45
9. Taste My... - 4:02
10. Rizzo - 4:39
11. Sphere - 4:20
12. Forced Life - 3:47
13. Options - 3:51
14. Jade - 13:57
15. Without Moral Restraint (Bonus Track) - 4:00*

* solo nelle edizioni giapponese ed australiana.

## Formazione
- Mark Hunter – voce
- Rob Arnold - chitarra
- Jason Hager - chitarra
- Jim LaMarca - basso
- Andols Herrick - batteria
- Chris Spicuzza – tastiere, voce, programmatore